# Sint-Maartenskerk (Strazele)
De Sint-Maartenskerk (Frans: Église Saint-Martin) is de parochiekerk van de gemeente Strazele in het Franse Noorderdepartement.

## Geschiedenis

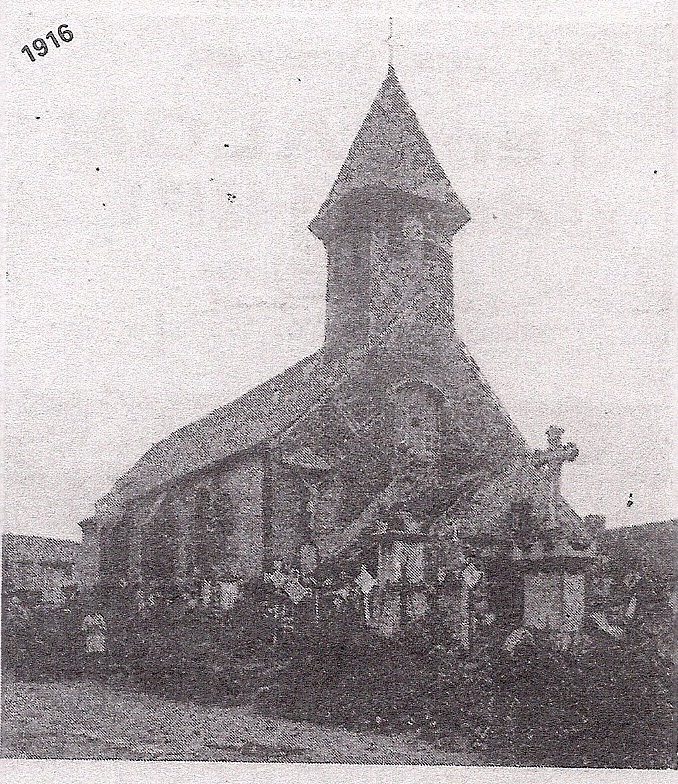
De oude Sint-Maartenskerk in 1916

Het vroegere kerkje werd verwoest tijdens de Eerste Wereldoorlog en daarna herbouwd waarbij de oriëntatie werd omgekeerd.

## Gebouw
In 1929 werd de nieuwe kerk in gebruik genomen. De gevels hebben patronen in gekleurde baksteen. Het is een kruiskerk met een vieringtorentje.

## Interieur
De kerk bezit een 16e-eeuws beeldje: Onze-Lieve-Vrouw van Troost en Verlossing (Notre-Dame de Consolation et de Délivrance) waaraan mirakelen worden toegeschreven.